# Tyholttårnet

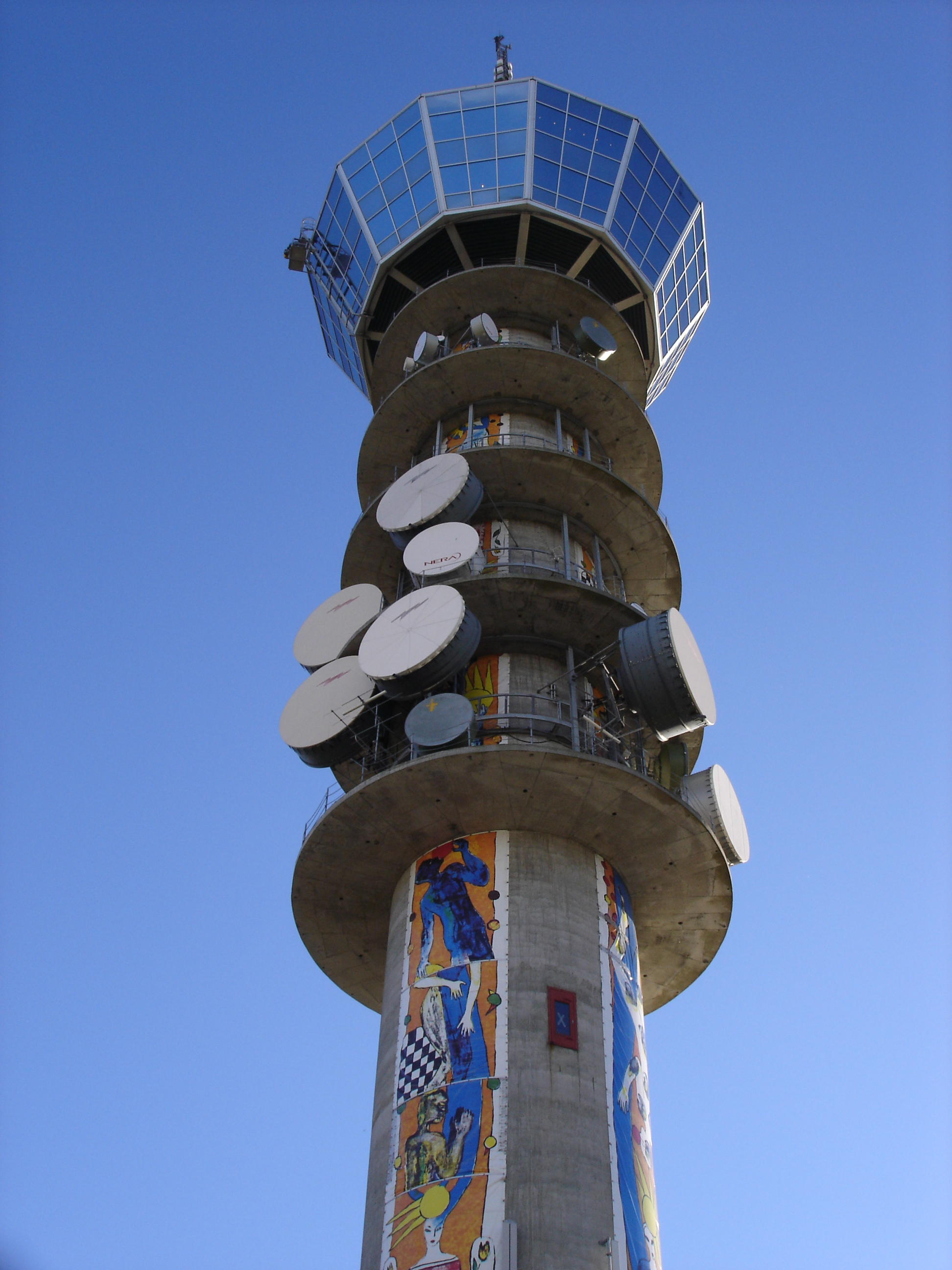
Tyholttårnet

Tyholttårnet – mierząca 124 metry wieża telewizyjna i radiowa. 
Wieża została wybudowana w 1985 roku i jest dziś nieodłącznym elementem krajobrazu Trondheim. 
Atrakcją turystyczną jest dwukondygnacyjna restauracja 'Egon' mieszcząca się na 74 metrze, z której rozpościera się panorama na całe miasto. Na wieżę można się dostać tylko jedną windą, do której w weekend ustawiają się spore kolejki. Górna kondygnacja restauracji jest ruchoma i obraca się zgodnie ze wskazówkami zegara, co sprawia, że można oglądać panoramę całego miasta. Pełny obrót trwa godzinę. U podłoża wieży znajdują się budynki publicznej stacji telewizyjnej i radiowej NRK. Budowla jest położona przy ulicy Otto Nielsens veg.
Godziny otwarcia: 

pn.–czw.: 11:00-23:00 

pt.–sb.: 11:00-23:30 

nd.: 12:00-22:00 